# Sapromyza lineatocollis
Sapromyza lineatocollis är en tvåvingeart som beskrevs av Blanchard 1852. Sapromyza lineatocollis ingår i släktet Sapromyza och familjen lövflugor. Inga underarter finns listade i Catalogue of Life.